# Dromogomphus
Dromogomphus là một chi chuồn chuồn trong họ Gomphidae.

## Các loài
Chi này gồm các loài:
- Dromogomphus armatus Selys, 1854
- Dromogomphus spinosus Selys, 1854
- Dromogomphus spoliatus (Hagen in Selys, 1858)